# Park Vraca

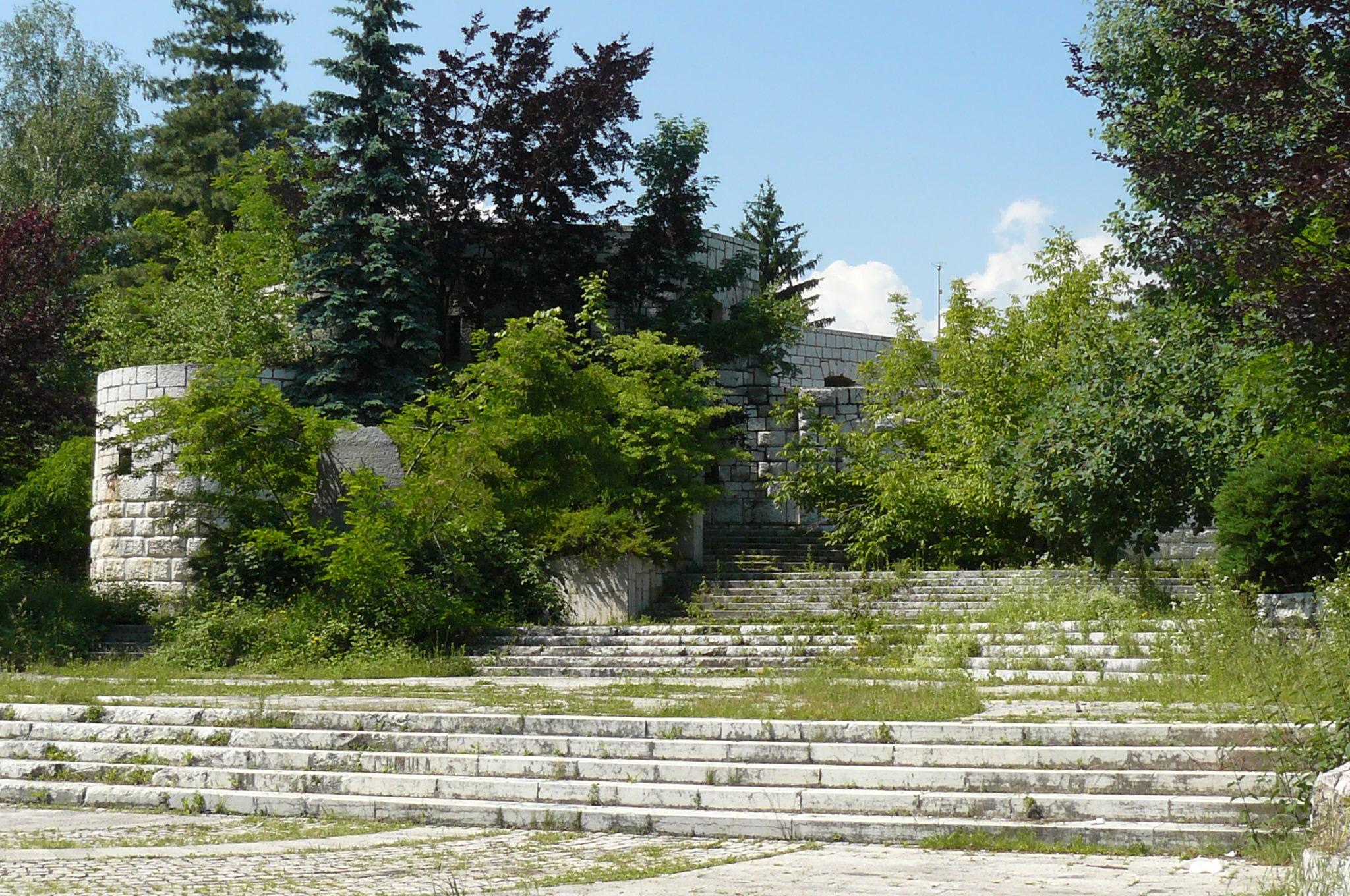
Widok od południa

Park Vraca – park-pomnik ofiar faszyzmu, zlokalizowany na terenie austro-węgierskiej twierdzy z 1898 w Nowym Sarajewie, (dzielnicy Sarajewa) na południowych wzgórzach nad miastem.
W czasie II wojny światowej Niemcy w sarajewskich więzieniach i obozach koncentracyjnych torturowali i mordowali mieszkańców Sarajewa. Szacuje się, że w walce, w wyniku mordów i wskutek niemieckiego bombardowania Sarajewa w 1941, zginął co siódmy obywatel miasta. Jednym z miejsc kaźni był stary austro-węgierski fort, w którym zamordowano i pogrzebano przeszło 9000 mieszkańców. Po II wojnie światowej fort został opuszczony.
Park o powierzchni 6 ha urządzono na północnym stoku wzgórza Trebević, otwarto 25 listopada 1981. Projektant Vladimir Dobrović, rzeźbiarz Alija Kučukalić i projektant krajobrazu Aleksandar Maltarić, osiągnęli harmonijną kompozycję starych obiektów, rzeźb, wody i roślinności, wpisującą się w panoramę miasta.
Na terenie parku wzniesiono memoriał – muzeum wybudowany z granitowych ciosów. Jest on miejscem upamiętnienia sarajewskich ofiar II wojny światowej oraz poległych żołnierzy jugosłowiańskiej armii, którzy wraz z ludnością Sarajewa wyzwolili miasto 6 kwietnia 1945. Całość była zdobiona kamieniarskim detalem. Z kilku stron prowadziły na szczyt szerokie schody. Przy głównym wejściu znajduje się tablica z obszernym cytatem z Josipa Broza Tity.
Memoriał znalazł się w ogniu walk podczas oblężenia Sarajewa i uległ wtedy dewastacji. W latach 1992–1995 był zajęty przez wojska oblegające miasto, z uwagi na dominujące nad miastem położenie ulokowano to ciężką artylerię i stanowiska snajperów.
W 2005 uznany został za narodowy pomnik Bośni i Hercegowiny. Obecnie (lipiec 2010) jest w ruinie.
Schody prowadzące na teren Parku od strony północno-wschodniej stanowią bardzo dobry punkt widokowy na miasto. Dojazd autobusem linii 37. Dojście piesze ulicami Derviša Numića i Husinjską.
W pewnej odległości znajduje się Cmentarz żydowski w Sarajewie.